# Dimosthenis Dikoudis
Dimosthenis Dikoudis o Dimos Dikoudis (en griego:Δημοσθένης Ντικούδης; 24 de junio de 1977, Larissa, Grecia) es un exjugador profesional de baloncesto griego. Representando a Grecia disputó los Juegos Olímpicos de Atenas 2004 y el Campeonato Mundial de Baloncesto de 2006.

## Carrera
Empezó a hacer taekwondo con 10 años y continuo hasta los 12.
En 1995 firmó su primer contrato profesional con el Olympia Larissa BC, equipo con el que estuvo 3 años y ganó importantes premios a nivel individual, liderando la liga en 1997 y 1998 en rebotes y puntos por partido.
Después de su periplo en Larissa se marchó a Atenas con el AEK Atenas B.C. desde 1998 hasta 2003 consiguiendo sus primeros títulos a nivel colectivo.
Jugó la Shaw's Pro Summer League de 2002 con los Boston Celtics y la Southern California Summer Pro League de 2003 con los Toronto Raptors, uniéndose en julio de 2003 al Pamesa Valencia, equipo de la Liga ACB donde estuvo en tres etapas diferentes.
Tras un breve paso por Rusia con el CSKA Moscú con quien ganó liga y copa, volvió a España con el Pamesa y volvió en la temporada 2005 a Grecia de la mano del Panathinaikos BC donde ganó la Euroliga en la temporada 2007.
Tras siete años de haber dejado al AEK, volvió para la temporada 2010-11. Sin embargo su última participación en una competición profesional sería la temporada 2011-12, jugando para el PAOK Salónica BC.

## Selección nacional
Dikoudis representó internacionalmente a Grecia, tanto a nivel juvenil como a nivel absoluto.
Disputó cuatro ediciones del Eurobasket (2001, 2003, 2005 y 2007), el torneo de baloncesto masculino de los Juegos Olímpicos de Atenas 2004 y la Copa Stankovic de 2006. En el Campeonato Mundial de Baloncesto de 2006 su equipo terminó como subcampeón. 

## Palmarés

### Equipo
- Euroliga (2007)
- A1 Ethniki (2002, 2007, 2008)
- Copa Griega (2000, 2001, 2006, 2007, 2008)
- Liga de Rusia (2005)
- Copa Rusia (2005)
- Recopa de Europa (2000)

### Individual
- 1 vez MVP de la A1 Ethniki (2002)
- 5 veces HEBA All Star (2001, 2002, 2003, 2007, 2008)
- 2 veces MVP de la A2 Ethniki (1997, 1998)
- 1 vez Mejor jugador joven de la A1 Ethniki (2000)

### Selección
- Torneo de Acrópolis (2000, 2003, 2005, 2006, 2007)
- Eurobasket 2005
- Copa Stankovic 2006